# CAPN9
CAPN9‏ (Calpain 9) هوَ بروتين يُشَفر بواسطة جين CAPN9 في الإنسان.